# Panamerikanische Spiele 2015/Leichtathletik – Diskuswurf der Männer
Der Diskuswurf der Männer bei den Panamerikanischen Spielen 2015 fand am 23. Juli im CIBC Pan Am und Parapan Am Athletics Stadium in Toronto statt.
Zwölf Diskuswerfer aus zehn Ländern nahmen an dem Wettbewerb teil. Die Goldmedaille gewann Fedrick Dacres mit 64,80 m, Silber ging an Ronald Julião mit 64,65 m und die Bronzemedaille gewann Russell Winger mit 62,64 m.

## Rekorde
Vor dem Wettbewerb galten folgende Rekorde:
| Weltrekord        | Jürgen Schult | 74,08 m | Neubrandenburg, Deutsche Demokratische Republik | 6. Juni 1986    |
| Rekord der Spiele | Luis Delis    | 67,32 m | Panamerikanische Spiele in Caracas, Venezuela   | 25. August 1983 |

## Ergebnis
23. Juli 2015, 19:05 Uhr
| Platz | Athlet                       | Land                     | 1. Versuch | 2. Versuch | 3. Versuch | 4. Versuch                                   | 5. Versuch                                   | 6. Versuch                                   | Weite (m) |
| ----- | ---------------------------- | ------------------------ | ---------- | ---------- | ---------- | -------------------------------------------- | -------------------------------------------- | -------------------------------------------- | --------- |
|       | Fedrick Dacres               | Jamaika                  | 63,01      | 62,39      | 64,80      | 63,05                                        | 64,40                                        | x                                            | 64,80     |
|       | Ronald Julião                | Brasilien                | 60,89      | 63,15      | x          | x                                            | x                                            | 64,65                                        | 64,65 SB  |
|       | Russell Winger               | Vereinigte Staaten       | 59,40      | 62,64      | 60,74      | x                                            | 60,62                                        | 62,33                                        | 62,64     |
| 4     | Jared Schuurmans             | Vereinigte Staaten       | 59,79      | 57,26      | x          | 62,32                                        | 59,67                                        | x                                            | 62,32     |
| 5     | Jorge Fernández              | Kuba                     | x          | x          | 59,91      | 62,04                                        | x                                            | 60,99                                        | 62,04     |
| 6     | Tim Nedow                    | Kanada                   | 57,28      | x          | 59,43      | 61,10                                        | 61,49                                        | 59,57                                        | 61,49 PB  |
| 7     | Mauricio Ortega              | Kolumbien                | 61,33      | 56,08      | x          | x                                            | x                                            | 59,06                                        | 61,33     |
| 8     | Mario Cota                   | Mexiko                   | 56,06      | 55,78      | 57,18      | 57,29                                        | x                                            | 59,89                                        | 59,89 SB  |
| 9     | Marc-Antoine Lafrenaye-Dugas | Kanada                   | x          | 55,71      | 55,79      | nicht im Finale der besten acht Diskuswerfer | nicht im Finale der besten acht Diskuswerfer | nicht im Finale der besten acht Diskuswerfer | 55,79     |
| 10    | Quincy Wilson                | Trinidad und Tobago      | x          | 43,65      | x          | nicht im Finale der besten acht Diskuswerfer | nicht im Finale der besten acht Diskuswerfer | nicht im Finale der besten acht Diskuswerfer | 43,65     |
|       | Eldred Henry                 | Britische Jungferninseln | x          | x          | x          | nicht im Finale der besten acht Diskuswerfer | nicht im Finale der besten acht Diskuswerfer | nicht im Finale der besten acht Diskuswerfer | NM        |
|       | Dillon Simon                 | Dominica                 | x          | x          | x          | nicht im Finale der besten acht Diskuswerfer | nicht im Finale der besten acht Diskuswerfer | nicht im Finale der besten acht Diskuswerfer | NM        |